# هوبير غاريت
هوبير غاريت (13 نوفمبر 1885 بملبورن في أستراليا - 4 يونيو 1915) (بالإنجليزية: Hubert Garrett)‏ هو لاعب كريكت أسترالي. لعب مع نادي مقاطعة سومرست للكريكت ‏.

## وصلات خارجية
- هوبير غاريت على موقع إي آس بي آن كريك إنفو (الإنجليزية)